# Richard Farnsworth
Richard Farnsworth, parfois crédité Dick Farnsworth, né le 1er septembre 1920 à Los Angeles (Californie - États-Unis), et mort le 6 octobre 2000 à Lincoln (Nouveau-Mexique - États-Unis), est un acteur et cascadeur américain.

## Biographie
Il a commencé sa carrière comme cascadeur, exécutant plusieurs cascades à cheval notamment dans des films des Marx Brothers. Durant sa carrière Richard Farnsworth a surtout tourné des westerns, bien qu'il soit apparu dans des séries télévisées comme La Petite Maison dans la prairie et Les Routes du paradis de Michael Landon. En 1985, il est apparu dans la mini-série canadienne Anne of Green Gables, gagnant un Gemini Award pour son rôle de Matthew Cuthbert.
Il a tourné dans le film Josey Wales hors-la-loi avec Clint Eastwood, ainsi que dans Le Vainqueur (Rhinestone) avec Sylvester Stallone et Misery de Rob Reiner. En 1979 Richard Farnsworth a été nommé aux Oscars dans la catégorie du meilleur acteur dans un second rôle pour Le Souffle de la tempête (Comes a Horseman) et en 1999 il a été nommé dans la catégorie du  meilleur acteur pour Une histoire vraie (The Straight Story).
Après avoir été diagnostiqué avec un cancer au stade terminal, Richard Farnsworth s'est suicidé par balle dans son ranch à Lincoln, au Nouveau-Mexique. Il est inhumé aux côtés de son épouse au Forest Lawn Hollywood Hills Cemetery à Los Angeles en Californie.

## Filmographie

### Comme acteur

#### Cinéma
- 1937 : Un jour aux courses (A Day at the Races) de Sam Wood
- 1938 : Les Aventures de Marco Polo de Archie Mayo
- 1939 : Autant en emporte le vent (Gone with the Wind) de Victor Fleming, George Cukor et Sam Wood
- 1943 : This is the Army de Michael Curtiz
- 1948 : La Rivière rouge (Red River) de Howard Hawks et Arthur Rosson
- 1953 : L'Équipée sauvage (The Wild One) de László Benedek
- 1956 : Les Dix Commandements (The Ten Commandments) de Cecil B. DeMille
- 1957 : Du sang dans le désert de Anthony Mann
- 1960 : Spartacus de Stanley Kubrick
- 1963 : The Jolly Genie de Wesley Barry
- 1966 : Texas, nous voilà de Michael Gordon
- 1966 : La Bataille de la vallée du diable
- 1970 : Monte Walsh de William A. Fraker
- 1972 : Les Cowboys (The Cowboys) de Mark Rydell
- 1972 : Les Indésirables de Stuart Rosenberg
- 1972 : Fureur Apache de Robert Aldrich
- 1972 : Juge et Hors la Loi
- 1973 : The Soul of Nigger Charley
- 1973 : Papillon de Franklin J. Schaffner
- 1974 : Le shérif est en prison (Blazing Saddles) de Mel Brooks
- 1975 : Une bible et un fusil de Stuart Millar
- 1976 : La Duchesse et le Truand (The Duchess and the Dirtwater Fox), de Melvin Frank : conducteur de diligence
- 1976 : Josey Wales hors-la-loi (The Outlaw Josey Wales), de Clint Eastwood
- 1977 : Un autre homme, une autre chance de Claude Lelouch
- 1978 : Le Souffle de la tempête de Alan J. Pakula
- 1980 : Tom Horn, de William Wiard : John Coble
- 1980 : Résurrection de Daniel Petrie
- 1981 : Le Justicier solitaire (The Legend of the Lone Ranger), de William A. Fraker : Wild Bill Hickok
- 1982 : Waltz across Texas de Ernest Day
- 1982 : Destructor de Max Kleven
- 1982 : The Grey Fox, de Phillip Borsos : Miner
- 1983 : Independance Day de Robert Mandel
- 1984 : Le Meilleur (The Natural) de Barry Levinson
- 1984 : Le Vainqueur (Rhinestone) de Bob Clark
- 1985 : Sylvester l'indomptable de Tim Hunter
- 1985 : Space Rage
- 1985 : Série noire pour une nuit blanche de John Landis
- 1985 : Le Bonheur au bout du chemin (Anne, la maison aux pignons verts)
- 1988 : Good Old boy : a delta Boyhood de Tom G. Robertson
- 1990 : The Two Jakes de Jack Nicholson
- 1990 : Havana de Sydney Pollack
- 1990 : Misery, de Rob Reiner : Buster
- 1992 : Bienvenue en enfer de Ate De Jong
- 1994 : Guet-apens (The Getaway) de Roger Donaldson : Slim
- 1994 : Lassie : Des amis pour la vie  de Daniel Petrie
- 1999 : Une histoire vraie (The Straight story), de David Lynch : Alvin Straight

#### Télévision
- 1960 : Au nom de la loi (série télévisée) : saison 2 épisode 22 (L'apprenti/The partners) : Rance [1]
- 1960 : Au nom de la loi (série télévisée) : saison 3 épisode 8 (Jusqu'à la victoire/ To the victor) : Hal
- 1974 : Honky Tonk de Don Taylor (téléfilm) : Conducteur
- 1977 : Racines de Marvin J. Chomsky, John Erman, Gilbert Moses et David Greene (feuilleton télévisé)
- 1977 : La Petite Maison dans la prairie - saison 3, épisode 13 : La Quarantaine (Quarantine) de Victor French (série télévisée)
- 1985 : Le Bonheur au bout du chemin de Kevin Sullivan (téléfilm)

### Comme cascadeur
- 1937 : Un jour aux courses (A Day at the Races) de Sam Wood
- 1939 : Autant en emporte le vent (Gone with the Wind) de Victor Fleming, George Cukor et Sam Wood
- 1948 : Le Massacre de Fort Apache (Fort Apache) de John Ford
- 1948 : La Rivière rouge (Red River) de Howard Hawks et Arthur Rosson
- 1953 : L'Équipée sauvage (The Wild One) de László Benedek
- 1954 : Ouragan sur le Caine (The Caine Mutiny) d'Edward Dmytryk
- 1956 : Les Dix Commandements (The Ten Commandments) de Cecil B. DeMille
- 1960 : Spartacus de Stanley Kubrick
- 1962 : La Conquête de l'Ouest (How the West Was Won) de Henry Hathaway, John Ford et George Marshall
- 1962 : La Grande Course autour du monde (The Great Race) de Blake Edwards
- 1965 : Cat Ballou d'Elliot Silverstein
- 1969 : Butch Cassidy et le Kid (Butch Cassidy and the Sundance Kid) de George Roy Hill
- 1971 : Le Survivant (The Omega Man) de Boris Sagal
- 1973 : L'Homme des Hautes Plaines (High Plains Drifter) de Clint Eastwood
- 1974 : Le shérif est en prison (Blazing Saddles) de Mel Brooks

## Distinctions

### Nominations
- Oscars 1979 : Meilleur acteur dans un second rôle pour Le Souffle de la tempête d'Alan J. Pakula.
- Oscars 2000 : meilleur acteur pour Une histoire vraie de David Lynch, acteur le plus âgé nommé pour cet Oscar.